# Buregia
Buregia is een geslacht van uitgestorven kreeftachtigen uit de klasse van de Ostracoda (mosselkreeftjes).

## Soorten
- Buregia balaevi Schischkinskaja, 1964 †
- Buregia benigna Rozhdestvenskaya, 1972 †
- Buregia bispinosa Zaspelova, 1953 †
- Buregia brauni Lethiers, 1978 †
- Buregia curta Zbikowska, 1983 †
- Buregia jazwicensis Malec & Racki, 1993 †
- Buregia jivensis Schischkinskaja, 1959 †
- Buregia kolginae Schischkinskaja, 1964 †
- Buregia krestovnikoviformis Lethiers, 1981 †
- Buregia ovata (Kummerow, 1953) Coen, 1985 †
- Buregia zadonica Polenova, 1953 †
- Buregia zolnensis Polenova, 1953 †